# Garcelles-Secqueville
Garcelles-Secqueville är en kommun i departementet Calvados i regionen Normandie i norra Frankrike. Kommunen ligger i kantonen Bourguébus som ligger i arrondissementet Caen. År 2018 hade Garcelles-Secqueville 944 invånare.

## Befolkningsutveckling
Antalet invånare i kommunen Garcelles-Secqueville
Referens: INSEE